# Scott Sports

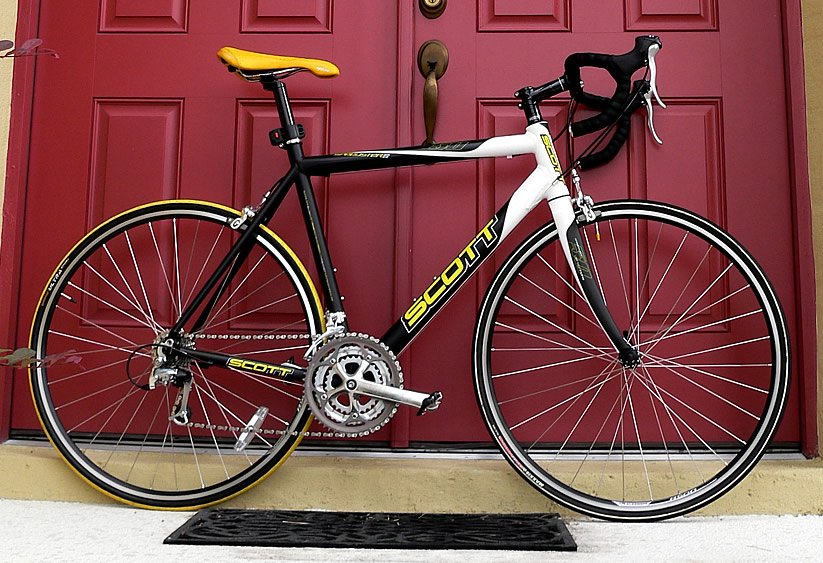
Rower marki SCOTT

Scott Sports SA – szwajcarski producent rowerów, akcesoriów rowerowych, odzieży sportowej oraz sprzętu do narciarstwa i motocrossu. Firma została założona w 1958 przez Eda Scotta który skonstruował pierwsze aluminiowe kijki narciarskie.